# Bayer Giants Leverkusen
Bayer Giants Leverkusen är en basketklubb i Leverkusen, Tyskland
Bayer Giants är tyska rekordhållare för herrbasket vad gäller mästartitlar och cupsegrar.

## Historia
Bayer Giants grundades 1961 då ett skolbasketlag gick upp i TSV Bayer 04 Leverkusen. Redan 1968 gick man upp i den högsta basketserien i Västtyskland, Basketball-Bundesliga. 1970 blev man för första gången tyska mästare i basket under namnet TuS 04 Leverkusen. Ytterligare 13 mästerskapstitlar och elva cupsegrar har sedan följt. Mellan 1990 och 1996 blev man sju år i rad tyska mästare under Dirk Bauermann som senare blev tysk förbundskapten. Efter säsongen 1995-1996 skedde förändringar då flera viktiga spelare lämnade laget som en följd av Bosmann-domen och under de kommande åren minskades klubbens anslag drastiskt. 

## Meriter
- Tyska mästare i basket (14): 1970, 1971, 1972, 1976, 1979, 1985, 1986, 1990, 1991, 1992, 1993, 1994, 1995, 1996
- Tyska cupmästare i basket (11): 1970, 1971, 1974, 1976, 1979, 1986, 1987, 1990, 1991, 1993, 1995

## Kända spelare
- Detlef Schrempf